# Luiz Gonzaga Fechio
Dom Luiz Gonzaga Fechio (Matão, 4 de dezembro de 1965) é um bispo católico brasileiro. É o terceiro bispo diocesano de Amparo.
Aos 19 de janeiro de 2011 foi nomeado pelo Papa Bento XVI como Bispo auxiliar da Arquidiocese de Belo Horizonte. Em 6 de janeiro de 2016 foi nomeado pelo Papa Francisco como bispo da Diocese de Amparo.